# Franciscus Jozef Breteler
Franciscus (Frans) Jozef Breteler (1932) es un botánico neerlandés; taxónomo especializado en la flora de África, habiendo recolectado especímenes de Gabón, Camerún, Costa de Marfil, Liberia, Togo, Angola, Madagascar, y en Venezuela.
Ha clasificado e identificado más de 170 nuevas especies y variedades. Y es profesor en su país.
Ha sido muy hábil, dentro de las actividades del Herbario Vaden de Wageningen, con la subfamilia Caesalpinioideae, de la familia Leguminosae, y editando Prioria.

## Algunas publicaciones

### Libros
- 1973. The African Dichapetalaceae: a taxonomical revision : this first instalment contains the treatment of the species a-b in Dichapetalum : a provisional key to the continental African species is added. Ed. Veenam. 124 pp.
- 1988. Dichapetalaceae. N.º 102 de Flora of tropical East Africa. Ed. Balkema. 588 pp. ISBN 906191339X
- 1988. The African dichapetalaceae. Mededelingen // Landbouwhogeschool Wageningen, Nederland. 42 pp.
- franciscus joseph Breteler, carel christiaan hugo Jongkind, roeland hendrikus maria julien Lemmens. 1992. Connaraceae. Volumen 33 de Flore du Gabon, Muséum national d'histoire naturelle. 141 pp. ISBN 2856541933
- 1994. A revision of Leucomphalos, including Baphiastrum and Bowringia (Leguminosae-Papilionoidae). Wageningen Agricultural University papers. 41 pp. ISBN 9067543624
- 1999.  A revision of Prioria: including Gossweilerodendron, Kingiodendron, Oxystigma, and Pterygopodium (Leguminosae - Caesalpinioideae - Detarieae) with emphasis on Africa. Volumen 99, N.º 3 de Wageningen Agricultural University papers. 61 pp. ISBN 9057820455
- Franciscus Jozef Breteler, Gaston Achoundong, Philippe Morat. 2001. Dichapétalacées. Volumen 37 de Flore du Cameroun. Ed. Ministère de la recherche scientifique et technique. 135 pp.

## Honores

### Eponimia
- (Fabaceae) Baphia breteleriana Soladoye[2]

- (Fabacae) Talbotiella breteleri (Aubrév.) Mackinder & Wieringa[3]

- (Melastomataceae) Memecylon bretelerianum Jacq.-Fél.[4]

- (Rubiaceae) Empogona breteleri (Robbr.) Tosh & Robbr.[5]
- La abreviatura «Breteler» se emplea para indicar a Franciscus Jozef Breteler como autoridad en la descripción y clasificación científica de los vegetales.[6]